# Wartburg (Tennessee)
Wartburg é uma cidade localizada no estado norte-americano de Tennessee, no Condado de Morgan.

## Demografia
Segundo o censo norte-americano de 2000, a sua população era de 890 habitantes.
Em 2006, foi estimada uma população de 909, um aumento de 19 (2.1%).

## Geografia
De acordo com o United States Census Bureau tem uma área de
2,5 km², dos quais 2,5 km² cobertos por terra e 0,0 km² cobertos por água.

## Localidades na vizinhança
O diagrama seguinte representa as localidades num raio de 28 km ao redor de Wartburg.